# Gustav Melkert
Gustav Friedrich Heinrich Carl Melkert (* 22. April 1890 in Wittenburg; † 17. Juli 1943 in Neustrelitz) war Sekretär der Landarbeitergewerkschaft im damaligen Landkreis Waren und Mitglied der SPD und wurde als Widerständler von den Nationalsozialisten getötet.

## Leben
Gustav Melkert wurde als uneheliches Kind der Dienstmagd Anna Maria Christine Melchert (1868–1898) in der westmecklenburgischen Kleinstadt Wittenburg geboren. Zum Zeitpunkt der Volkszählung von 1900 lebte Melkert in Neu Luckwitz bei Wittenburg. Die Mutter hatte inzwischen den Knecht Heinrich Römpage (1870–1924) geheiratet und Gustav, der als Stiefsohn weiterhin den Geburtsnamen seiner Mutter führte, hatte zwei jüngere Halbschwestern erhalten.
Familienüberlieferungen zufolge soll es Melkert als einem unehelichen Kind verwehrt gewesen sein, seinem Berufswunsch zu folgen und Lehrer zu werden. Es wird vermutet, dass diese Lebenserfahrungen sein späteres soziales Engagement förderte. Er war mit Johanna Elisabeth Auguste (genannt Guste) Melkert, geborene Krüger (1900–1978) verheiratet. Aus der Ehe gingen drei Kinder hervor: Paul (1925–2018), Karl (1928–1999) und Lotte (1930–2019). Die Familie wohnte zuerst in Röbel in der Mühlenstraße im Hause seines Schwiegervaters Otto Krüger. Otto Krüger war ein Schneidermeister, der wie Gustav Melkert in der SPD engagiert war und zu den Gründern des Konsumvereins in Röbel gehörte. Die Familie zog dann zwischenzeitlich nach Waren und später wieder zurück nach Röbel, wo die Familie auf dem Gildekamp ein Haus gebaut hatte.

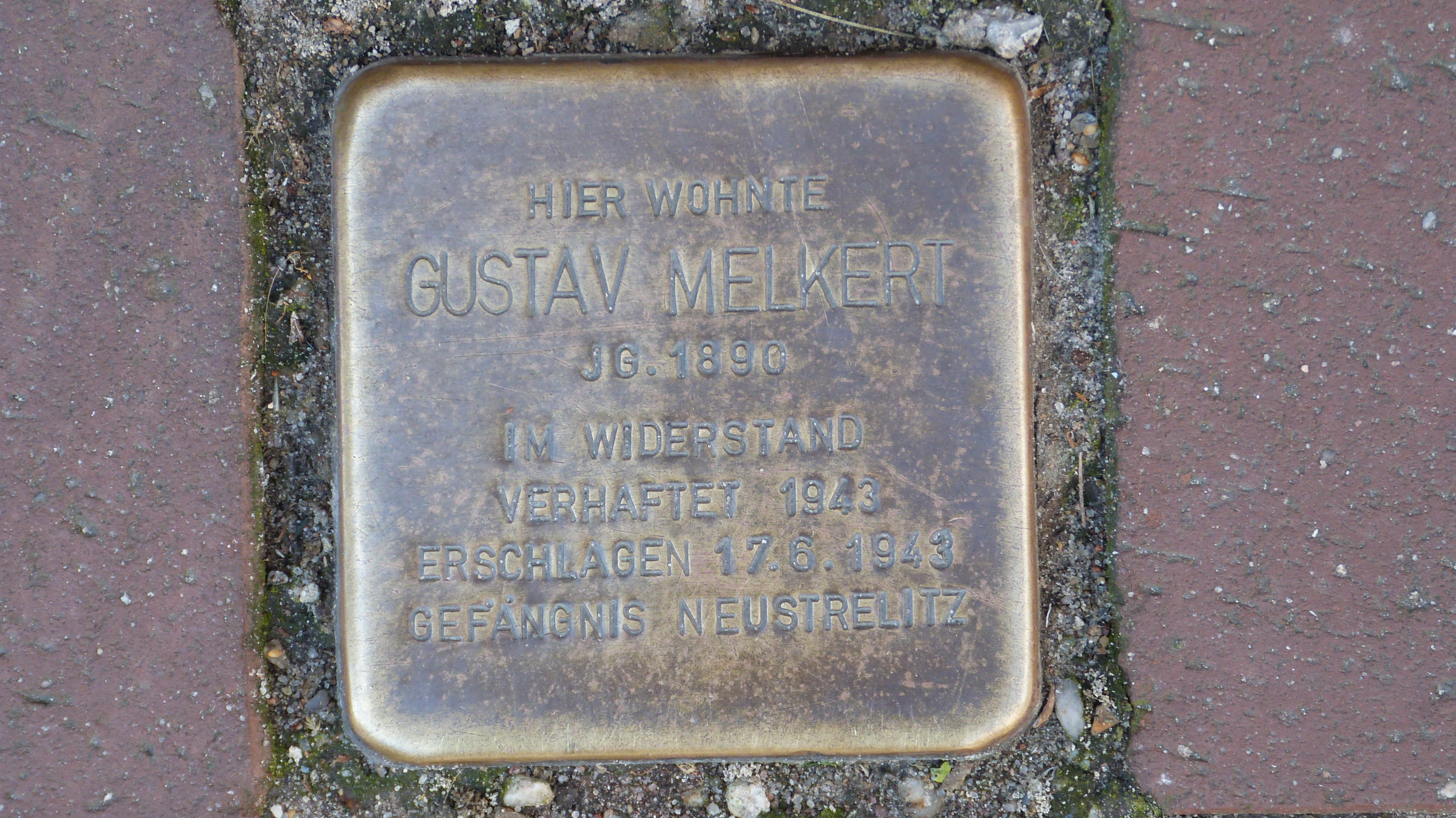
Stolperstein für Gustav Melkert in Röbel

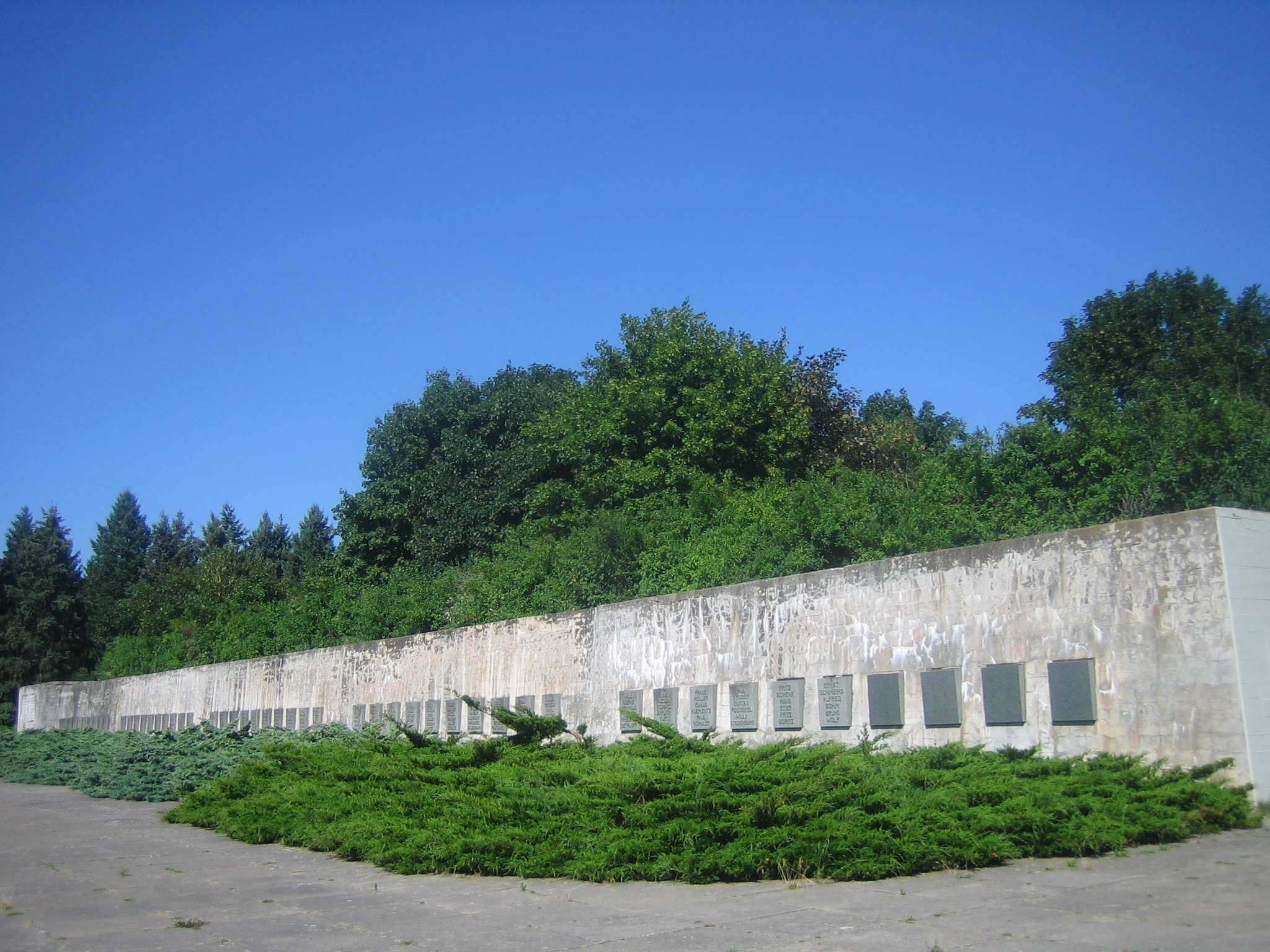
Die Unbeugsamen, Ehrenmal für die Kämpfer gegen Reaktion und Faschismus, südlich des Neuen Friedhofs in Neubrandenburg

Gustav Melkert hatte dem Treiben der Nazis lange verbittert, aber tatenlos zugesehen. Aufgrund seines Alters wurde er nicht zum Kriegsdienst eingezogen, sondern musste in einer Munitionsfabrik arbeiten. Als dort nach der verlorenen Schlacht von Stalingrad Überstunden angeordnet wurden, rief er zum Protest dagegen auf mit der Begründung, dass der Krieg ohnehin verloren sei. Daraufhin wurde er verhaftet, nach Neustrelitz ins Gefängnis gebracht und dort zu Tode geprügelt.

## Ehrungen
Eine Gedenktafel am Familienhaus in der Röbeler Gustav-Melkert-Straße 2 (ehemals Gildekamp 13) erinnerte an ihn. Der Name von Gustav Melkert steht repräsentativ für einen Vertreter des ehemaligen Kreises Röbel auf dem Denkmal der Unbeugsamen am Rande des neuen Friedhofs in Neubrandenburg (der zentralen sozialistischen Gedenkstätte des ehemaligen Bezirkes Neubrandenburg).
In Röbel erinnerte ein Stolperstein an Gustav Melkert.